# Espinho (Mortágua)
Espinho is een plaats (freguesia) in de Portugese gemeente Mortágua en telt 1412 inwoners (2001).